# Список найдорожчих трансферів в історії українського футболу
В даному списку використовуються дані із статистичного порталу Transfermarkt.de.
Жирним виділено футболістів, які продовжують виступати за клуб, який його придбав.

## Перехід до українського клубу

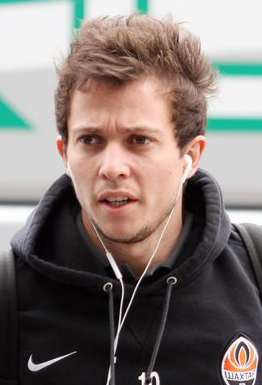
Бернард — найдорожчий футболіст, що був куплений коли-небудь українським клубом (25 млн євро)

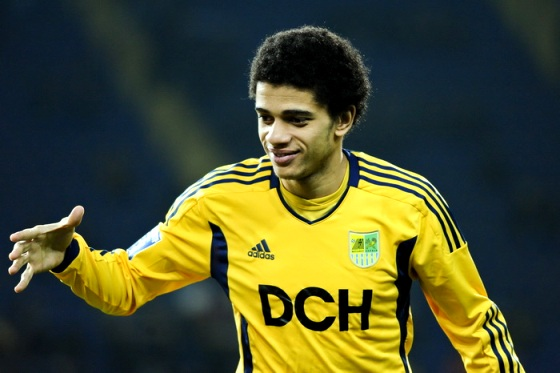
Тайсон — найдорожчий футболіст, що був куплений коли-небудь з одного українського клубу в інший (15,240 млн євро)

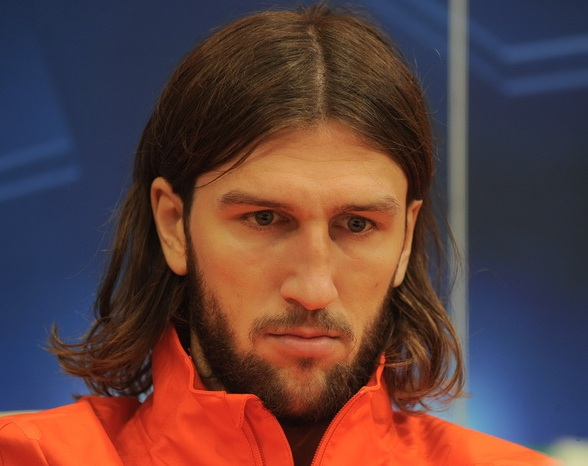
Дмитро Чигринський — найдорожчий український футболіст, що був куплений коли-небудь українським клубом (21 млн євро) та проданий українським клубом (25 млн євро)

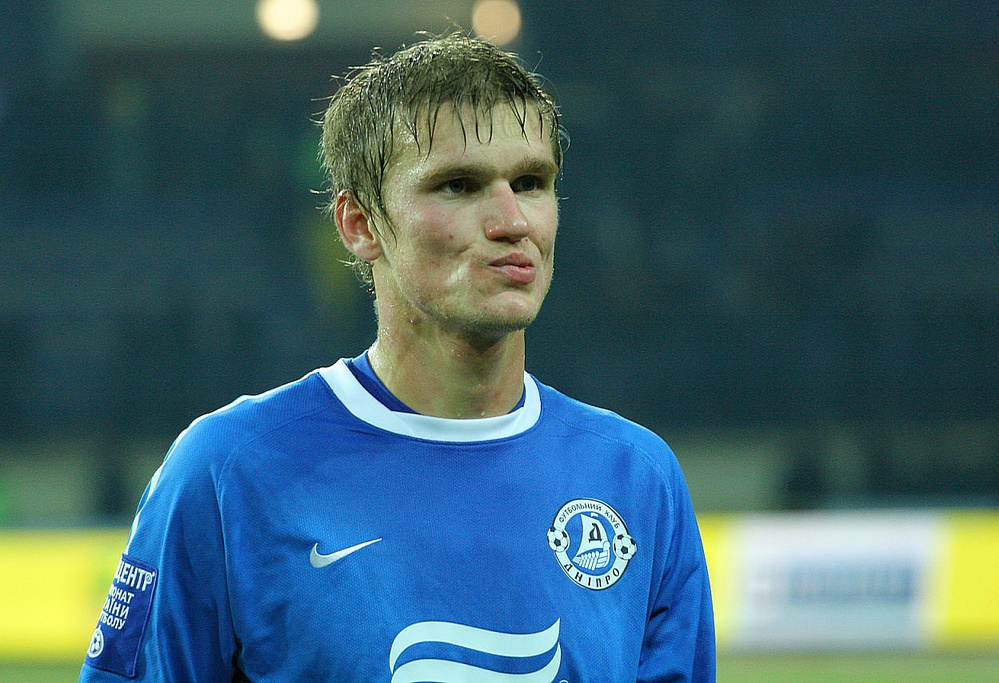
Олександр Гладкий — найдорожчий український футболіст, що був куплений коли-небудь з одного українського клубу в інший (7 млн євро)

| Ранг | Дата трансферу  | Ім'я                | Національність | З                       | До         | Ціна, €    |
| ---- | --------------- | ------------------- | -------------- | ----------------------- | ---------- | ---------- |
| 1    | 8 серпня 2013   | Бернард             | Бразилія       | «Атлетіку Мінейру»      | «Шахтар»   | 25 млн     |
| 2    | 1 липня 2021    | Педріньйо           | Бразилія       | «Бенфіка»               | «Шахтар»   | 18 млн     |
| 3    | 8 лютого 2025   | Кауан Еліас         | Бразилія       | «Флуміненсе»            | «Шахтар»   | 17 млн     |
| 4    | 11 січня 2013   | Тайсон              | Бразилія       | «Металіст»              | «Шахтар»   | 15,240 млн |
| 5=   | 28 лютого 2019  | Тете                | Бразилія       | «Греміо»                | «Шахтар»   | 15 млн     |
| 5=   | 1 липня 2013    | Фред                | Бразилія       | «Інтернасьйонал»        | «Шахтар»   | 15 млн     |
| 5=   | 6 липня 2010    | Дмитро Чигринський  | Україна        | «Барселона»             | «Шахтар»   | 15 млн     |
| 5=   | 31 липня 2007   | Нері Кастільйо      | Мексика        | «Олімпіакос»            | «Шахтар»   | 15 млн     |
| 9=   | 10 березня 2025 | Аліссон             | Бразилія       | «Атлетіку Мінейру»      | «Шахтар»   | 14 млн     |
| 9=   | 24 серпня 2007  | Вілліан             | Бразилія       | «Корінтіанс»            | «Шахтар»   | 14 млн     |
| 9=   | липень 2004     | Матузалем           | Бразилія       | «Брешія»                | «Шахтар»   | 14 млн     |
| 12=  | 26 січня 2024   | Марлон Гомес        | Бразилія       | «Васко да Гама»         | «Шахтар»   | 12 млн     |
| 12=  | 19 січня 2024   | Кевін               | Бразилія       | «Палмейрас»             | «Шахтар»   | 12 млн     |
| 12=  | 14 січня 2022   | Давід Нерес         | Бразилія       | «Аякс»                  | «Шахтар»   | 12 млн     |
| 12=  | 1 липня 2021    | Марлон              | Бразилія       | «Сассуоло»              | «Шахтар»   | 12 млн     |
| 16=  | 1 липня 2013    | Фернандо            | Бразилія       | «Греміо»                | «Шахтар»   | 11 млн     |
| 16=  | 1 липня 2013    | Дьємерсі Мбокані    | ДР Конго       | «Андерлехт»             | «Динамо»   | 11 млн     |
| 16=  | січень 2011     | Жуліано             | Бразилія       | «Інтернасьйонал»        | «Дніпро»   | 11 млн     |
| 19=  | 1 липня 2021    | Лассіна Траоре      | Буркіна-Фасо   | «Аякс»                  | «Шахтар»   | 10 млн     |
| 19=  | 26 липня 2013   | Александар Драгович | Австрія        | «Базель»                | «Динамо»   | 10 млн     |
| 19=  | 1 липня 2013    | Юнес Беланда        | Марокко        | «Монпельє»              | «Динамо»   | 10 млн     |
| 19=  | липень 2007     | Ілсінью             | Бразилія       | «Сан-Паулу»             | «Шахтар»   | 10 млн     |
| 23   | 30 липня 2015   | Дерліс Гонсалес     | Парагвай       | «Базель»                | «Динамо»   | 9,4 млн    |
| 24=  | 1 липня 2013    | Джермейн Ленс       | Нідерланди     | ПСВ                     | «Динамо»   | 9 млн      |
| 24=  | 1 липня 2013    | Веллінгтон Нем      | Бразилія       | «Флуміненсе»            | «Шахтар»   | 9 млн      |
| 24=  | 27 липня 2012   | Раффаел             | Бразилія       | «Герта»                 | «Динамо»   | 9 млн      |
| 24=  | 7 липня 2011    | Браун Ідеє          | Нігерія        | Сошо                    | «Динамо»   | 9 млн      |
| 24=  | липень 2008     | Марсело Морено      | Болівія        | «Крузейро»              | «Шахтар»   | 9 млн      |
| 29   | 8 січня 2011    | Себастьян Бланко    | Аргентина      | «Ланус»                 | «Металіст» | 8,7 млн    |
| 30   | 5 серпня 2010   | Андре               | Бразилія       | «Сантус»                | «Динамо»   | 8,1 млн    |
| 31=  | 4 липня 2014    | Марлос              | Бразилія       | «Металіст»              | «Шахтар»   | 8 млн      |
| 31=  | 13 липня 2012   | Марко Рубен         | Аргентина      | «Вільярреал»            | «Динамо»   | 8 млн      |
| 31=  | березень 2011   | Олександр Алієв     | Україна        | «Локомотив» М           | «Динамо»   | 8 млн      |
| 31=  | 1 січня 2010    | Дуглас Коста        | Бразилія       | «Греміо»                | «Шахтар»   | 8 млн      |
| 35   | липень 2007     | Крістіано Лукареллі | Італія         | «Ліворно»               | «Шахтар»   | 7,91 млн   |
| 36=  | 1 липня 2005    | Фернандінью         | Бразилія       | «Атлетіку Паранаенсі»   | «Шахтар»   | 7,8 млн    |
| 36=  | січень 2005     | Елано               | Бразилія       | «Сантус»                | «Шахтар»   | 7,8 млн    |
| 38=  | 4 липня 2012    | Мігел Велозу        | Португалія     | «Дженоа»                | «Динамо»   | 7,5 млн    |
| 38=  | липень 2011     | Дентіньйо           | Бразилія       | «Корінтіанс»            | «Шахтар»   | 7,5 млн    |
| 40   | 27 липня 2010   | Едуардо             | Хорватія       | «Арсенал»               | «Шахтар»   | 7,2 млн    |
| 41=  | серпень 2013    | Алехандро Гомес     | Аргентина      | «Катанія»               | «Металіст» | 7 млн      |
| 41=  | 9 липня 2013    | Факундо Феррейра    | Аргентина      | «Велес Сарсфілд»        | «Шахтар»   | 7 млн      |
| 41=  | 1 липня 2012    | Ніко Краньчар       | Хорватія       | «Тоттенгем Готспур»     | «Динамо»   | 7 млн      |
| 41=  | 17 липня 2011   | Денис Олійник       | Україна        | «Металіст»              | «Дніпро»   | 7 млн      |
| 41=  | 17 серпня 2010  | Олександр Гладкий   | Україна        | «Шахтар»                | «Дніпро»   | 7 млн      |
| 46   | 1 липня 2018    | Майкон              | Бразилія       | «Корінтіанс»            | «Шахтар»   | 6,6 млн    |
| 47=  | 1 липня 2018    | Манор Соломон       | Ізраїль        | «Маккабі» (Петах-Тіква) | «Шахтар»   | 6,5 млн    |
| 47=  | 10 серпня 2018  | Владислав Супряга   | Україна        | «Дніпро-1»              | «Динамо»   | 6,5 млн    |
| 47=  | 18 липня 2013   | Дієго Соуза         | Бразилія       | «Крузейро»              | «Металіст» | 6,5 млн    |
| 47=  | 12 липня 2013   | Бенуа Тремулінас    | Франція        | «Бордо»                 | «Динамо»   | 6,5 млн    |

## Перехід з українського клубу
| Ранг | Рік            | Ім'я                 | Національність | З             | До                     | Ціна, €    |
| ---- | -------------- | -------------------- | -------------- | ------------- | ---------------------- | ---------- |
| 1    | 15 січня 2023  | Михайло Мудрик       | Україна        | «Шахтар»      | «Челсі»                | 70 млн     |
| 2    | 1 липня 2018   | Фред                 | Бразилія       | «Шахтар»      | «Манчестер Юнайтед»    | 59 млн     |
| 3    | 5 лютого 2016  | Алекс Тейшейра       | Бразилія       | «Шахтар»      | «Цзянсу Сунін»         | 50 млн     |
| 4    | 1 липня 2013   | Фернандінью          | Бразилія       | «Шахтар»      | «Манчестер Сіті»       | 40 млн     |
| 5    | 31 січня 2013  | Вілліан              | Бразилія       | «Шахтар»      | «Анжи»                 | 35 млн     |
| 6    | 1 липня 2015   | Дуглас Коста         | Бразилія       | «Шахтар»      | «Баварія»              | 30 млн     |
| 7    | 9 липня 2013   | Генріх Мхітарян      | Вірменія       | «Шахтар»      | «Боруссія» Д           | 27,5 млн   |
| 8=   | 28 серпня 2017 | Андрій Ярмоленко     | Україна        | «Динамо»      | «Боруссія» Д           | 25 млн     |
| 8=   | 31 серпня 2009 | Дмитро Чигринський   | Україна        | «Шахтар»      | «Барселона»            | 25 млн     |
| 10   | 1 липня 1999   | Андрій Шевченко      | Україна        | «Динамо»      | «Мілан»                | 23,91 млн  |
| 11   | 1 січня 2022   | Віталій Миколенко    | Україна        | «Динамо»      | «Евертон»              | 23,5 млн   |
| 12   | 31 січня 2023  | Ілля Забарний        | Україна        | «Динамо»      | «Борнмут»              | 22,7 млн   |
| 13   | 23 серпня 2016 | Александар Драгович  | Австрія        | «Динамо»      | «Баєр 04»              | 21 млн     |
| 14   | липень 2000    | Сергій Ребров        | Україна        | «Динамо»      | «Тоттенгем Готспур»    | 18 млн     |
| 15   | січень 2001    | Каха Каладзе         | Грузія         | «Динамо»      | «Мілан»                | 16 млн     |
| 16   | 22 липня 2022  | Додо                 | Бразилія       | «Шахтар»      | «Фіорентіна»           | 15,4 млн   |
| 17   | 1 липня 2022   | Давід Нерес          | Бразилія       | «Шахтар»      | «Бенфіка»              | 15,3 млн   |
| 18   | 11 січня 2013  | Тайсон               | Бразилія       | «Металіст»    | «Шахтар»               | 15,240 млн |
| 19   | 1 лютого 2006  | Анатолій Тимощук     | Україна        | «Шахтар»      | «Зеніт»                | 14,5 млн   |
| 20   | 2 липня 2015   | Луїс Адріану         | Бразилія       | «Шахтар»      | «Мілан»                | 14 млн     |
| 21   | 31 серпня 2011 | Роман Єременко       | Фінляндія      | «Динамо»      | «Рубін»                | 12,9 млн   |
| 22   | 18 липня 2014  | Браун Ідеє           | Нігерія        | «Динамо»      | «Вест-Бромвіч Альбіон» | 12,63 млн  |
| 23   | липень 2007    | Елано                | Бразилія       | «Шахтар»      | «Манчестер Сіті»       | 12 млн     |
| 24   | 15 липня 2015  | Джермейн Ленс        | Нідерланди     | «Динамо»      | «Сандерленд»           | 11,4 млн   |
| 25   | 1 липня 2009   | Ісмаель Бангура      | Гвінея         | «Динамо»      | «Ренн»                 | 11 млн     |
| 26=  | 10 серпня 2023 | Анатолій Трубін      | Україна        | «Шахтар»      | «Бенфіка»              | 10 млн     |
| 26=  | 28 січня 2019  | Ярослав Ракицький    | Україна        | «Шахтар»      | «Зеніт»                | 10 млн     |
| 26=  | 1 липня 2017   | Юнес Беланда         | Марокко        | «Динамо»      | «Галатасарай»          | 10 млн     |
| 29   | 1 липня 2018   | Андрій Лунін         | Україна        | «Зоря»        | «Реал Мадрид»          | 8,5 млн    |
| 30=  | 8 липня 2015   | Фернандо             | Бразилія       | «Шахтар»      | «Сампдорія»            | 8 млн      |
| 30=  | 4 липня 2014   | Марлос               | Бразилія       | «Металіст»    | «Шахтар»               | 8 млн      |
| 30=  | 9 січня 2010   | Олександр Алієв      | Україна        | «Динамо»      | «Локомотив» М          | 8 млн      |
| 33   | 6 серпня 2023  | Артем Довбик         | Україна        | «Дніпро-1»    | «Жирона»               | 7,75 млн   |
| 34   | 1 липня 2022   | Маркос Антоніо       | Бразилія       | «Шахтар»      | «Лаціо»                | 7,5 млн    |
| 35=  | 10 липня 2011  | Денис Олійник        | Україна        | «Металіст»    | «Дніпро»               | 7 млн      |
| 35=  | 17 серпня 2010 | Олександр Гладкий    | Україна        | «Шахтар»      | «Дніпро»               | 7 млн      |
| 35=  | 1 липня 2007   | Чипріан Маріка       | Румунія        | «Шахтар»      | «Штутгарт»             | 7 млн      |
| 38   | липень 2007    | Франселіну Матузалем | Бразилія       | «Шахтар»      | «Реал Сарагоса»        | 6,8 млн    |
| 39   | 10 серпня 2018 | Владислав Супряга    | Україна        | СК «Дніпро-1» | «Динамо»               | 6,5 млн    |
| 40=  | 22 січня 2024  | Данило Сікан         | Україна        | «Шахтар»      | «Трабзонспор»          | 6 млн      |
| 40=  | 31 січня 2024  | Кевін Келсі          | Венесуела      | «Шахтар»      | «Портленд Тімберз»     | 6 млн      |
| 40=  | 1 липня 2022   | Фернандо Педро       | Бразилія       | «Шахтар»      | «Ред Булл»             | 6 млн      |
| 40=  | 1 липня 2014   | Адмір Мехмеді        | Швейцарія      | «Динамо»      | «Фрайбург»             | 6 млн      |
| 40=  | 1 липня 2014   | Жуліано              | Бразилія       | «Дніпро»      | «Греміо»               | 6 млн      |
| 40=  | січень 2012    | Марсело Морено       | Болівія        | «Шахтар»      | «Греміо»               | 6 млн      |
| 40=  | березень 2011  | Гільєрмі             | Бразилія       | «Динамо»      | «Атлетіку Мінейру»     | 6 млн      |
| 40=  | 13 січня 2009  | Брандау              | Бразилія       | «Шахтар»      | «Марсель»              | 6 млн      |